# Хаванское
Хаванское — опустевшая деревня в Оленинском муниципальном округе Тверской области.

## География
Находится в юго-западной части Тверской области на расстоянии приблизительно 25 км на север по прямой от административного центра округа поселка Оленино.

## История
Деревня была отмечена ещё на карте Менде (состояние местности на 1848 год). В 1859 году здесь (тогда деревня Ховальская или Малая Болоховка Ржевского уезда) было учтено 4 двора, в 1941 году — 4. До 2019 года входила в состав ныне упразднённого Молодотудского сельского поселения.

## Население
Численность населения: 32 человека (1859 год), 0 как в 2002 году, так и в 2010.